# Belmontet
Belmontet korábbi község Franciaországban, Lot megyében. Lakosainak száma 157 fő (2018. január 1.). Belmontet Montaigu-de-Quercy, Le Boulvé, Fargues, Sainte-Croix, Saint-Matré, Valprionde, Montcuq és Montcuq-en-Quercy-Blanc községekkel határos.
2016. január 1-jén négy másik korábbi községgel egyesült és az így létrejött Montcuq-en-Quercy-Blanc új község része lett.

## Népesség
A település népességének változása:
| Lakosok száma | 198  | 159  | 132  | 148  | 141  | 152  | 146  | 149  | 153  | 157  |
|               | 1962 | 1968 | 1982 | 1990 | 1999 | 2008 | 2011 | 2013 | 2017 | 2018 |